# Olympische Jugend-Sommerspiele 2018/Teilnehmer (Albanien)
| Gelbes Symbol für Goldmedaillen mit stilisierten Olympischen Ringen | Graues Symbol für Silbermedaillen mit stilisierten Olympischen Ringen | Braundes Symbol für Bronzemedaillen mit stilisierten Olympischen Ringen |
| ------------------------------------------------------------------- | --------------------------------------------------------------------- | ----------------------------------------------------------------------- |
| —                                                                   | —                                                                     | —                                                                       |

Albanien nahm an den Olympischen Jugend-Sommerspielen 2018 in Buenos Aires mit 5 Athleten (3 Mädchen, 2 Jungen) teil.

## Teilnehmer nach Sportarten

### Boxen
| Athleten       | Wettbewerb                | Vorkämpfe         | Vorkämpfe | Halbfinale    | Halbfinale    | Finale/Platzierungskampf | Finale/Platzierungskampf | Rang |
| Athleten       | Wettbewerb                | Gegner            | Ergebnis  | Gegner        | Ergebnis      | Gegner                   | Ergebnis                 | Rang |
| -------------- | ------------------------- | ----------------- | --------- | ------------- | ------------- | ------------------------ | ------------------------ | ---- |
| Jungen         |                           |                   |           |               |               |                          |                          |      |
| Muhamet Qamili | Bantamgewicht (bis 65 kg) | Mirco Cuello      | 2:3       | ausgeschieden | ausgeschieden | Christon Amram           | Sieg durch Walk-over     | 5    |
| Muhamet Qamili | Bantamgewicht (bis 65 kg) | Abumalik Khalokov | 0:5       | ausgeschieden | ausgeschieden | Christon Amram           | Sieg durch Walk-over     | 5    |
| Mädchen        |                           |                   |           |               |               |                          |                          |      |
| Elsidita Selaj | Mittelgewicht (bis 75 kg) | Tallya Brillaux   | 0:5       | ausgeschieden | ausgeschieden | ausgeschieden            | ausgeschieden            | 5    |

### Gewichtheben
| Athleten      | Wettbewerb       | Reißen  | Reißen | Stoßen   | Stoßen | Gesamt   | Gesamt | Rang |
| Athleten      | Wettbewerb       | Gewicht | Rang   | Gewicht  | Rang   | Gewicht  | Rang   | Rang |
| ------------- | ---------------- | ------- | ------ | -------- | ------ | -------- | ------ | ---- |
| Mädchen       |                  |         |        |          |        |          |        |      |
| Antonino Luli | Klasse bis 62 kg | 95,0 kg | 9      | 125,0 kg | 8      | 220,0 kg | 9      | 51   |

### Leichtathletik
Laufen und Gehen
| Athleten      | Wettbewerb | 1. Durchgang | 1. Durchgang | 2. Durchgang | 2. Durchgang | Gesamt      | Gesamt | Rang |
| Athleten      | Wettbewerb | Zeit         | Rang         | Zeit         | Rang         | Zeit        | Rang   | Rang |
| ------------- | ---------- | ------------ | ------------ | ------------ | ------------ | ----------- | ------ | ---- |
| Mädchen       |            |              |              |              |              |             |        |      |
| Relaksa Dauti | 800 m      | 2:16,98 min  | 18           | 2:18,09 min  | 18           | 4:35,07 min | 16     | 16   |

### Schwimmen
| Athleten   | Wettbewerb     | Vorlauf     | Vorlauf | Halbfinale | Halbfinale | Finale        | Finale        | Rang |
| Athleten   | Wettbewerb     | Zeit        | Rang    | Zeit       | Rang       | Zeit          | Rang          | Rang |
| ---------- | -------------- | ----------- | ------- | ---------- | ---------- | ------------- | ------------- | ---- |
| Mädchen    |                |             |         |            |            |               |               |      |
| Katie Rock | 400 m Freistil | 4:50,72 min | 26      | –          | –          | ausgeschieden | ausgeschieden | 26   |